# All Night Long – Live at Artemovszk
A Pannonia Allstars Ska Orchestra koncertlemeze, megjelent 2005. március 3-án a CrossRoads Records gondozásában. A felvétel 2004. november 12-én készült az  A38 Állóhajón. Keverés és mastering: Bioton Stúdió (Tövisházi Ambrus és Pápai István).

## Számok
|    | Cím                  | Hossz |
| -- | -------------------- | ----- |
| 1. | All Night Long       | 06:58 |
| 2. | World's Gone Mad     | 02:39 |
| 3. | Rudie's Got A Soul   | 05:45 |
| 4. | Bemegyek a városba   | 05:39 |
| 5. | Tanya                | 05:10 |
| 6. | Police in Helicopter | 04:42 |
| 7. | Cookie-Mookie        | 07:22 |
| 8. | Gagarin              | 05:49 |